# Hegoumen
De hegoumen, hegumenos, igumen of ihumen (Russisch: игумен; Servisch: игуман of iguman; Grieks: ἡγούμενος; Arabisch: القمص; Oekraïens: ігумен; Georgisch: იღუმენი; Roemeens: egumen) is de titel voor het hoofd van een klooster van de oosters-orthodoxe kerken of oosters-katholieke kerken. Het woord komt van het Grieks (hēgoúmenos, ἡγούμενος) en betekent: degene die de leiding heeft.
De hegoumen staat op gelijke voet met een abt of overste in de Rooms-Katholieke Kerk.
Het hoofd van een klooster voor monialen noemt men hegoumena of ihumenia (Russisch: игумения; Grieks: ἡγουμένη; Servisch: игуманија or igumanija).
De titel werd aanvankelijk gebruikt voor het hoofd van elk willekeurig klooster. Na 1874, toen Russische kloosters werden geseculariseerd en in drie verschillende categorieën werden geclassificeerd, werd de titel hegoumen slechts voor de laagste klasse gereserveerd. Het hoofd van een klooster van de tweede klasse kreeg de status van archimandriet.
In de Grieks-Katholieke Kerk noemt men het hoofd van een aantal kloosters binnen een bepaald gebied "protohegument".
De plichten van zowel hegoumen als archimandriet zijn dezelfde, al wordt de archimandriet in waardigheid hoger geacht. In de Russisch-Orthodoxe Kerk wordt de titel hegoumen geschonken als een eervolle titel aan elke priestermonnik, ook al bestuurt hij geen klooster.